# اتل باریمور
اتل باریمور (انگلیسی: Ethel Barrymore؛ زاده ۱۵ اوت ۱۸۷۹ درگذشته ۱۸ ژوئن ۱۹۵۹) بازیگر اهل ایالات متحده آمریکا بود. وی بین سال‌های ۱۸۹۵ تا ۱۹۵۷ میلادی فعالیت می‌کرد و از فیلم‌هایش در مقام بازیگر می‌توان به پلکان مارپیچ اشاره کرد.
وی خواهر لیونل باریمور و جان باریمور بود

## فیلم‌شناسی
از فیلم‌های او می‌توان به حد مکانی، آمریکا اشاره نمود.